# Márok (Baranya vármegye)
Márok község Baranya vármegyében, a Siklósi járásban.

## Fekvése
Villány keleti szomszédságában helyezkedik el. A további szomszédos települések: északkelet felől Töttös, kelet felől Lippó, délkelet felől Kislippó, délnyugat felől pedig Magyarbóly.
Két különálló településrésze Hercegszentmárton és az attól délkeletre fekvő Németmárok.

### Megközelítése
Közúton a község mindkét része az 57 105-ös számú mellékúton érhető el, mely Villány keleti külterületei közt ágazik ki az 5701-es útból.
Az ország távolabbi részei felől az 57-es főúton vagy az M60-as autópályán közelíthető meg, annak a 6-os kilométerszelvényénél lévő versendi csomópontban Villány felé letérve.
A hazai vasútvonalak közül a települést a Villány–Magyarbóly-vasútvonal érinti, melynek egy megállási pontja van itt. Márok megállóhely Hercegszentmárton településrész északi szélén helyezkedik el, közvetlenül az 57 105-ös út mellett.

## Története
A település a bronzkor korai szakaszától kezdve lakott terület. Az i. e. 3. századtól a 4. századig kelták, majd rómaiak éltek itt.
A település neve először 1328-ban bukkant fel a korabeli iratokban Morouth alakban írva. A helység mai neve a Márk személynévből eredeztethető. Az 1561-ből származó okiratban már Maarok írásmóddal van feltüntetve, s akkor a település Heniey Miklós birtoka volt. A török időkben a korábbi magyar lakosság elhagyta a községet, helyükre néhány szerb család érkezett. A németek betelepülése 1719-ben kezdődött. A faluban a 19. század közepéig kizárólag németek éltek, a század második felétől azonban már néhány szerb és magyar lakosa is volt.
Neve ennek megfelelően a 18. századtól Németmárok (németül: Deutschmarok). A második világháborút követően a kitelepített német lakosság helyére 1946-ban az ország más-más részeiről, 1948-ban a csehszlovák–magyar lakosságcsere keretében Felvidékről érkeztek családok. A település hivatalos neve a Német jelző elhagyásával 1950-től Márok, ugyanebben az évben a frissen Marótszentmártonra keresztelt Hercegszentmártont (németül: Bailand) is hozzácsatolták.
2001-ben a lakosság 7,7%-a vallotta magát németnek.

## Közélete

### Polgármesterei
- 1990–1994: Schubert László (független)[5]
- 1994–1998: Schubert László (független)[6]
- 1998–2002: Burai Béla (független)[7]
- 2002–2006: Burai Béla Ferenc (független)[8]
- 2006–2010: Burai Béla Ferenc (független)[9]
- 2010–2014: Krizics Zsanett (Fidesz-KDNP)[10]
- 2014–2019: Krizics Zsanett (Fidesz-KDNP)[11]
- 2019–2024: Krizics Zsanett (Fidesz-KDNP)[12]
- 2024– : Krizics Zsanett (független)[1]

## Népesség
A település népességének változása:
| Lakosok száma | 438  | 429  | 415  | 400  | 397  | 401  | 394  | 376  |
|               | 2013 | 2014 | 2015 | 2019 | 2021 | 2022 | 2023 | 2024 |

A 2011-es népszámlálás során a lakosok 96,1%-a magyarnak, 0,2% lengyelnek, 35,3% németnek, 0,5% ukránnak mondta magát (3,7% nem nyilatkozott; a kettős identitások miatt a végösszeg nagyobb lehet 100%-nál). A vallási megoszlás a következő volt: római katolikus 70,9%, református 9,5%, görögkatolikus 0,7%, felekezeten kívüli 4,2% (14,1% nem nyilatkozott).
2022-ben a lakosság 89%-a vallotta magát magyarnak, 14,7% németnek, 0,2-0,2% horvátnak, bolgárnak, szerbnek, cigánynak és lengyelnek, 1,2% egyéb, nem hazai nemzetiségűnek (11% nem nyilatkozott; a kettős identitások miatt a végösszeg nagyobb lehet 100%-nál). Vallásuk szerint 47,6% volt római katolikus, 9% református, 0,5% evangélikus, 1,2% egyéb katolikus, 8,7% felekezeten kívüli (32,9% nem válaszolt).

## Nevezetességei

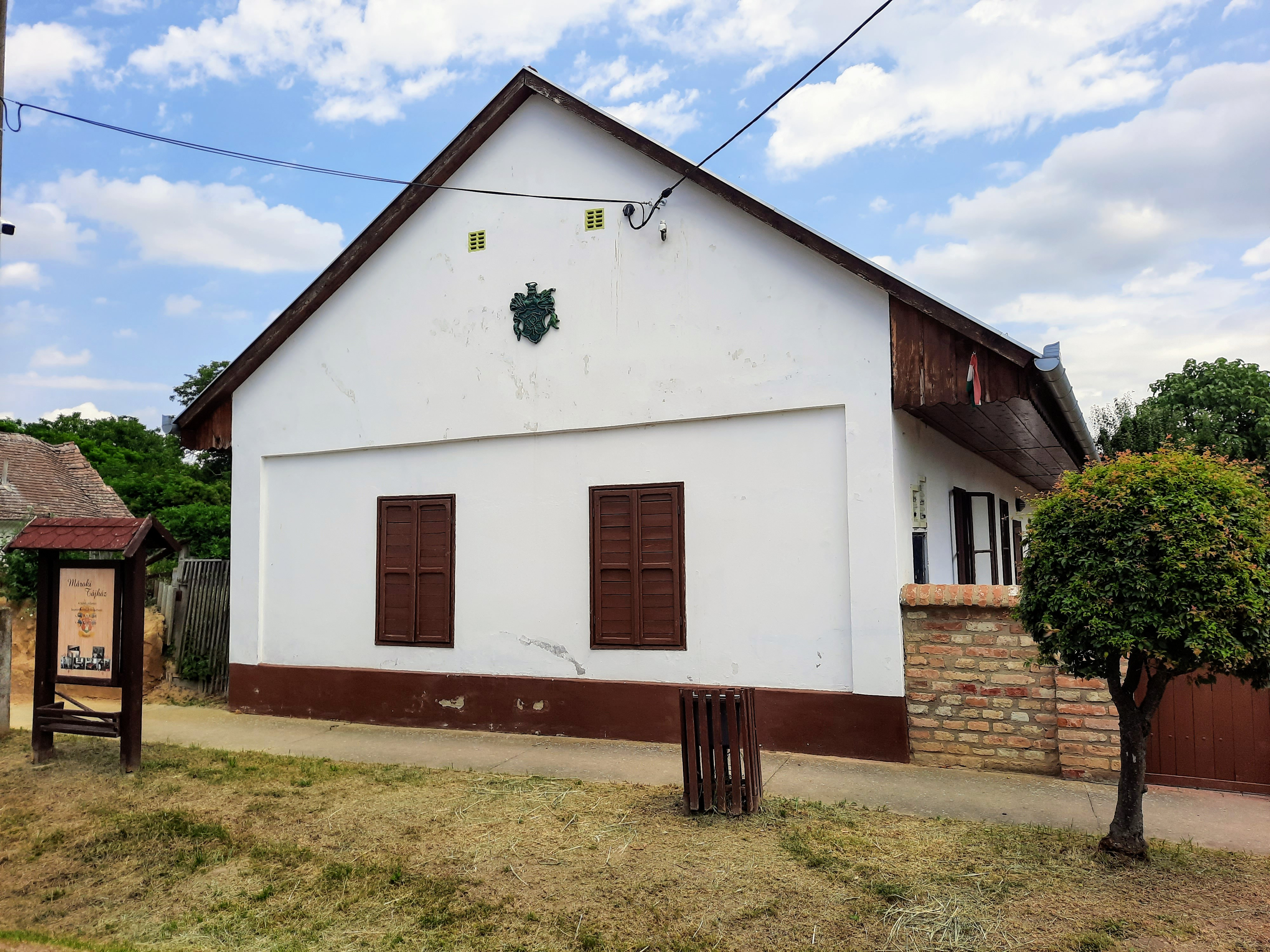
A tájház

- Németmárok mai római katolikus templomát 1793-ban építették, Simon és Júdás Tádé apostolok tiszteletére szentelték fel.
- Hercegszentmárton római katolikus templomát 1901-ben szentelték fel Szent Márton tiszteletére.
- Tájház